# بایرو
بایرو (به ایتالیایی: Bairo) یک کومونه در ایتالیا است که در استان تورین واقع شده‌است.

## خصوصیات
بایرو ۷٫۲ کیلومترمربع مساحت و ۸۱۹ نفر جمعیت دارد و ۳۶۰ متر بالاتر از سطح دریا واقع شده‌است.